# Werkkampen voor jonge werklozen (1932-1940)

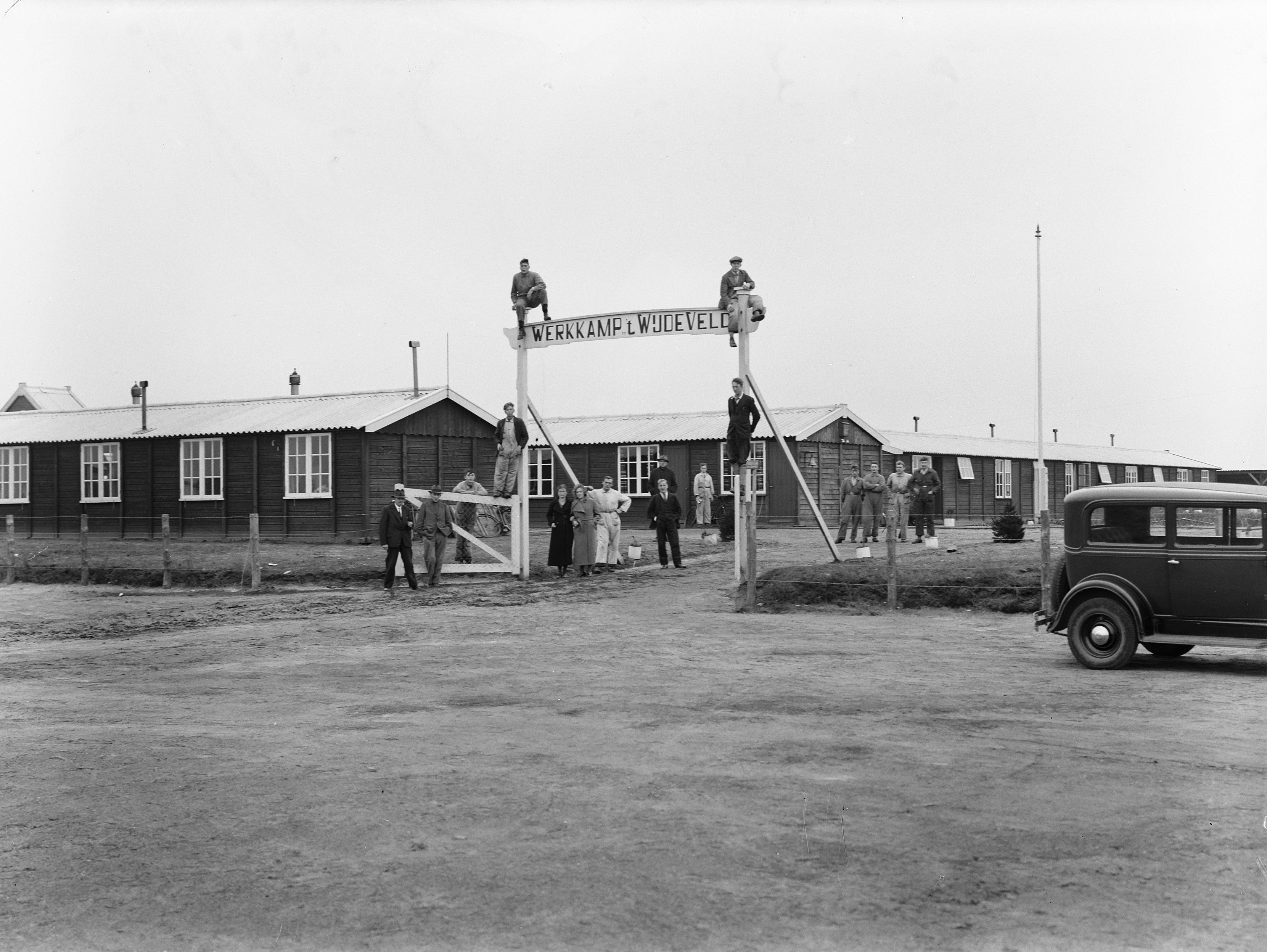
Ingang werkkamp 't Wijde Veld

Jonge werklozen in Nederland kregen tussen 1932 en 1940, tijdens de crisis van de jaren 1930, op vrijwillige basis de gelegenheid om in zogenoemde leer- en werkkampen even te ontsnappen aan het doelloze werklozenbestaan.

## Initiatief van maatschappelijke organisaties
Tijdens de crisis van de jaren 1930 steeg de werkloosheid in Nederland tot ongekende hoogte. De overheid zette werkverschaffingsprojecten op, waaraan volwassen werkloze mannen verplicht moesten meedoen. Vanaf 1932 gingen maatschappelijke organisaties werkkampen opzetten speciaal voor jonge werklozen, waarvoor zij zich vrijwillig konden aanmelden. De belangrijkste waren:
- Centrale voor werklozenzorg, gesticht op initiatief van den Raad van Nederlandse Kerken voor Praktisch Christendom.
- Nationale Rooms-Katholieke commissie voor jeugdwerklozenzorg
- Moderne Centrale voor werklozenzorg

Naast deze roomse, protestantse en socialistische zuil creëerde de overheid de Federatie voor werkkampen als een neutrale federatie waaronder alle initiatieven werden gebundeld die niet onder een van de drie ideologische zuilen pasten. 
De organisaties zorgden zelf voor het benodigde geld. De overheid stelde pas vanaf 1936 gedeeltelijke subsidie beschikbaar ter ondersteuning van deze maatschappelijke initiatieven. Voor de deelnemers aan een jeugdwerkkamp was alles gratis, waarbij men er vanuit ging dat de reis naar het kamp op de fiets ging.

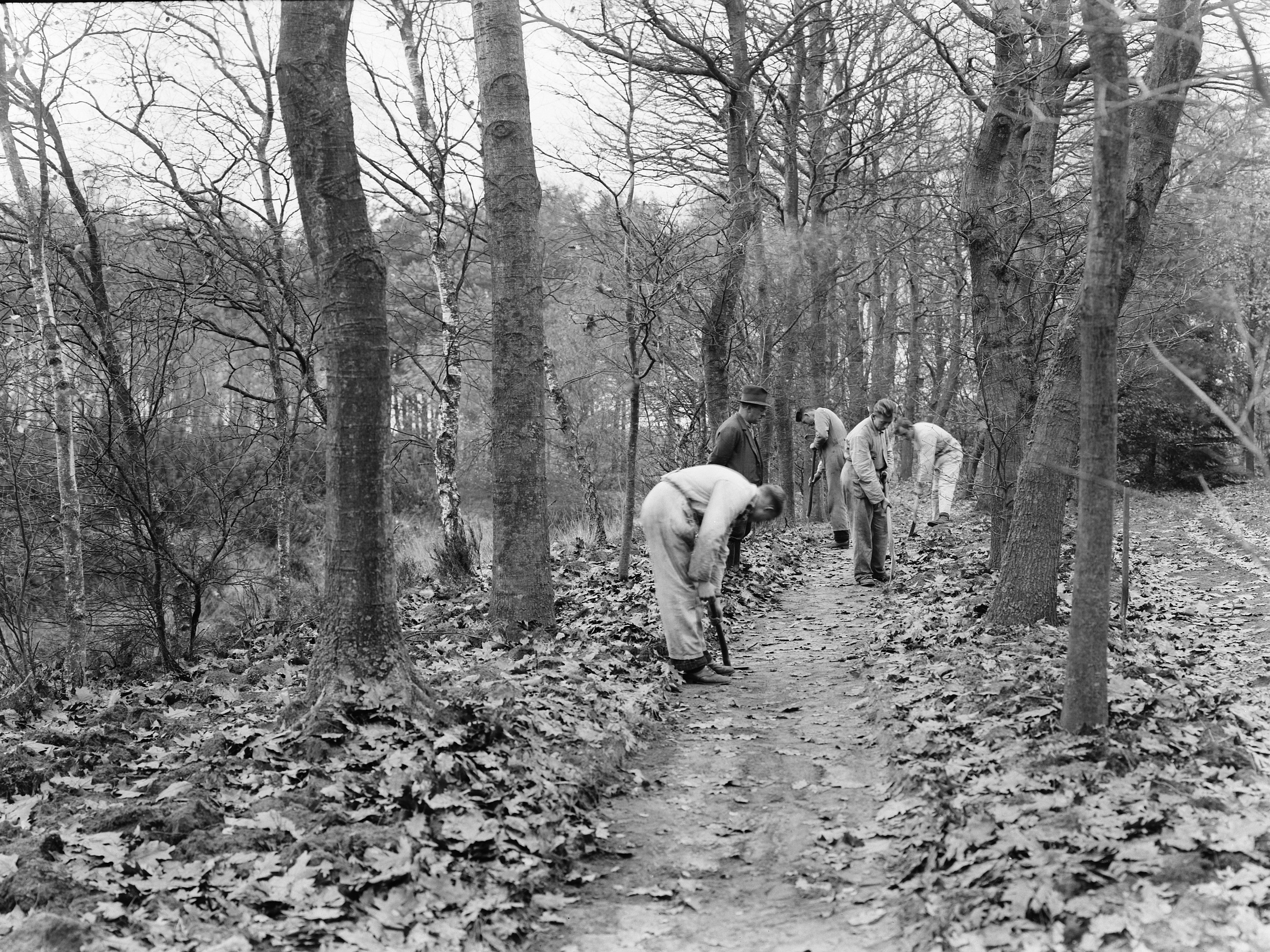
Paden schoonmaken op landgoed De Ginkel

## Werken, leren en ontspannen
Aanvankelijk richtte men zich alleen op jongens. In het algemeen waren de leeftijdsgrenzen 16-24 jaar met kleine variaties, in een enkel geval mochten jeugdigen vanaf 14 jaar meedoen. In eerste instantie was de doelstelling de jongens ‘uit het onzalige nietsdoen’ te halen om ze daarna ‘meer opgefrist in de maatschappij terug te laten keren’. Die werkkampen duurden één of twee weken en het woord werkkamp werd gebruikt om aan te geven dat het geen vakantiekampen waren. De jongens logeerden in bestaande jeugdhuizen, internaten, barakken of tenten. Een gebruikelijke dagindeling was: ’s morgens werken, ’s middags sport, spel of excursies, ‘s avonds geestelijke ontwikkeling. Het ging om lichamelijk werk in de buitenlucht, meestal graaf- en spitwerk of bosonderhoud. De inhoud van de geestelijke ontwikkeling werd bepaald door de zuil die het werkkamp organiseerde. 
In enkele grote steden waren er jeugdtehuizen voor werklozen waar ze in de winter niet alleen ontspanning vonden maar ook konden meedoen aan handenarbeid, zoals het maken van kinderspeelgoed voor Sinterklaas. In de zomer werd het zwemmen, atletiek, cursussen in de buitenlucht e.d. Soms organiseerde zo’n jeugdhuis ook een werkkamp in de provincie.

## Behoud van werklust
Vanaf 1934 werd voor de jeugdkampen ‘het behoud van werklust’ als het belangrijkste element gezien. Er kwamen lange werkkampen van ten minste acht weken en er werd tot 40 uur per week gewerkt. Het verblijf was helemaal verzorgd en in deze lange kampen werd het geleidelijk normaal dat de werkloze jongens een beetje zakgeld kregen voor hun werk.
Vanaf 1938 werden er in enkele werkkampen beroepsopleidingen aangeboden bijvoorbeeld voor vissers en landarbeiders. Ook kregen werkloze meisjes de kans een dienstbodenopleiding te volgen. 

## Het einde
In de loop van 1939 werd de belangstelling voor de jeugdwerkkampen minder. Mensen vonden weer vaker een echte baan of ze moesten in militaire dienst bij de algemene mobilisatie in augustus. Al snel na de Duitse bezetting in 1940 ging de Nederlandse Arbeidsdienst zich met de werkkampen bemoeien en kregen ze een ander karakter.

## Overzicht jeugdwerkkampen
| Plaats                | Onderkomen                                                   | Initiatiefnemer                                                 | Vorm      | Werkzaamheden | Zuil                                 |
| --------------------- | ------------------------------------------------------------ | --------------------------------------------------------------- | --------- | --- | ------------------------------------ |
| Amerongen             |                                                              | Zuider Volkshuis Rotterdam                                      | Kort      | | Federatie voor werkkampen            |
| Apeldoorn             | Groote Woudhuis                                              | Ned Rotaryclub                                                  | kort      | cursussen 1934-1936 | Federatie voor werkkampen            |
| Appelscha             | kamphuis Us Blau Hiem                                        | Jeugdbond voor Onthouding                                       | kort/lang | verbouwen jeugdherberg aanleggen openluchttheater aanleggen wandelpaden                                                  | Federatie voor werkkampen            |
| Baarn                 | vakantieoord De Liebaard                                     | St Josephs-Gezellen-Vereeniging                                 | kort      | voor werkloze gezellen uit Amsterdam                                                                                     | Nationale Rooms-Katholieke commissie |
| Baarn                 | gemeenschapsoord Drakenburg                                  | RK-Werkliedenvereniging                                         | lang      | bouw RK gemeenschapsoord                                                                                                 | Nationale Rooms-Katholieke commissie |
| Bakkeveen             | Allardsoog                                                   | Vereniging tot stichting van volkshogescholen                   | kort/lang | aanleggen moestuin bouwen boerderij                                                                                      | Federatie voor werkkampen            |
| Bakkum                | vakantiehuis De Eenheid                                      | AMVJ                                                            | lang      | aanleggen sportvelden betuining duinmeer                                                                                 | Federatie voor werkkampen            |
| Beekbergen            | De Kuil barakken                                             | Vrijzinnig Christelijke Jeugd                                   | lang      | ontginningswerk o.l.v. Heidemaatschappij                                                                                 | Centrale voor werklozenzorg          |
| Bennekom              | tehuis De Born                                               | Bond van sociaal-democratische Vrouwenclubs                     | kort/lang | naaiwerk, huishoudelijk werk, tuinwerk                                                                                   | Moderne Centrale                     |
| Bentveld              | conferentiehuis                                              | De Woodbrookers                                                 | kort/lang | cursussen, leerzame en prettige dagen                                                                                    | Moderne Centrale                     |
| Blaricum              | Meenthuis                                                    | Moderne Metaalbewerkersbond                                     | kort/lang | tribune in orde brengen aanleggen speelterrein maken amfitheater                                                         | Moderne Centrale                     |
| Chaam                 | Het Putven, barakken                                         | Centrale voor werklozenzorg                                     | lang      | wegverharding bouw zieken- en logeerkamer onderhoud bossen                                                               | Centrale voor werklozenzorg          |
| Crailo                | werkkamp Gooiland, barakken                                  | Centrale voor werklozenzorg                                     | lang      | heidewerk archeologische afgraving Lange Heul                                                                            | Centrale voor werklozenzorg          |
| De Steeg (Gelderland) | Ons Jeugdhuis                                                | bisdom Haarlem, speciaal t.b.v. Rotterdam                       | kort      | oude pastorie ombouwen tot jeugdhuis                                                                                     | Nationale Rooms-Katholieke commissie |
| Den Dolder            | Ernst Sillem hoeve                                           | Nederlands Jongelings Verbond                                   | kort      | aanleg wandelpaden verfraaien en vergroten koetshuis van oude stal paviljoen maken                                       | Centrale voor werklozenzorg          |
| Ede                   | Werkkamp 't Wijde Veld, barakken                             | landgoed De Ginkel                                              | lang      | bosonderhoud, aanleggen fietspad                                                                                         | Centrale voor werklozenzorg          |
| Egmond-Binnen         | landgoed Vredesteyn, barakken                                | Adelbertus Priorij                                              | lang      | graafwerk t.b.v. herbouw abdij bouw boerderij                                                                            | Nationale Rooms-Katholieke commissie |
| Emmen                 | Nieuw-Dordrecht                                              | Centrale Commissie                                              | lang      | inrichten jeugdherberg grondwerk voor nieuw sportterrein VV Erica                                                        | Federatie voor werkkampen            |
| Ginneken              | KJV-huis                                                     | Katholieke Jongeren Vereniging                                  | kort      | bezigheid en sport voor werkzoekende jonge onderwijzers en intellectuelen                                                | Nationale Rooms-Katholieke commissie |
| Ginneken              | Internaat Bouvigne, voor meisjes                             | Nationale Rooms-Katholieke commissie                            | lang      | dienstboden opleiding | Nationale Rooms-Katholieke commissie |
| Ginneken              | jeugdherberg Mariëndal                                       | Nederlandse Rotaryclub                                          | kort      | opknappen jeugdherberg en tuin                                                                                           | Federatie voor werkkampen            |
| Ginneken              | jeugdherberg Mariëndal                                       | Katholieke Jonge Middenstands Vereniging                        | kort      | werkkamp voor middenstandsjongeren                                                                                       | Nationale Rooms-Katholieke commissie |
| Goirle                | vacantieoord De Bocht                                        | dekanale jeugdraad Rotterdam                                    | kort      | plantsoen verzorgen, banken maken egaliseren sportveld                                                                   | Nationale Rooms-Katholieke commissie |
| Haaren                | Huize Gerra                                                  | Katholieke Jongeren Vereniging en RK-bond De Jongen Werkman     | kort      | aanleggen openluchttheater                                                                                               | Nationale Rooms-Katholieke commissie |
| Haarlem               | Huize Bloemhof, zusterhuis                                   | Nationale Rooms-Katholieke commissie                            | lang      | dienstbodenopleiding | Nationale Rooms-Katholieke commissie |
| Haarlem               | Internaat voor meisjes                                       | Centrale voor werklozenzorg                                     | lang      | dienstbodenopleiding | Centrale voor werklozenzorg          |
| Hattem                | Huize IJsselsteyn, vaartuig ‘Koningin Wilhelmina’            | stichting Ned. Volkskracht                                      | lang      | opleiding voor schippers                                                                                                 | Federatie voor werkkampen            |
| Havelte               | Hunehuis                                                     | Arbeiders Jeugd Centrale                                        | kort      | leer- en werkkamp voor jeugdige werklozen uit Friesland, Groningen en Drenthe                                            | Moderne Centrale                     |
| Heemskerk             | Slot Assumburg                                               | Nederlandse Jeugdherbergcentrale                                | kort      | slot inrichten als jeugdherberg                                                                                          | Federatie voor werkkampen            |
| Hollandsche Rading    |                                                              | Ons Huis Amsterdam                                              | kort      | | Federatie voor werkkampen            |
| Huizen                | Meenthuis                                                    | AJC                                                             | kort      | diverse activiteiten, sport, ontspanning                                                                                 | Moderne Centrale                     |
| Hulshorst             | kampeerterrein                                               | Nederlands Jongelings Verbond                                   | kort      | rooien bomen, aanleg paden                                                                                               | Centrale voor werklozenzorg          |
| Klimmen               | jeugdherberg Rivieren                                        | Nederlandse Jeugdherbergcentrale                                | lang      | verbeteren grachten kasteel Rivieren                                                                                     | Moderne Centrale                     |
| Kortehemmen           | jeugdherberg in Hemrik                                       | De Woodbrookers                                                 | kort      | bouw gemeenschapshuis Woodbrookers                                                                                       | Moderne Centrale                     |
| Lunteren              | kampeerterrein Scheleberg                                    | Alg. Ned. Bond van Handels- en Kantoorbedienden                 | kort      | wegaanleg, aanleg openluchttheater                                                                                       | Moderne Centrale                     |
| Midlaren              | GCJMV-gebouw                                                 | Groninger Christelijke Jonge mannen ver.                        | kort      | een fietsgebouwtje en aanplantingen                                                                                      | Centrale voor werklozenzorg          |
| Noordwijk             | jeugdherberg Duinark                                         | stichting De Amsteloever                                        | kort      | | Centrale voor werklozenzorg          |
| Noordwijk             | thuis                                                        | commissie jeudige werklozenzorg Noordwijk                       | kort      | bosonderhoud | Federatie voor werkkampen            |
| Nunspeet              | Ronde Huis, barakken                                         | De Arend, instituut voor de rijpere jeugd Rotterdam             | lang      | boswerkzaamheden | Federatie voor werkkampen            |
| Oirschot              | Witte Bergen, barakken                                       | Katholieke Jongeren Vereniging en RK-bond De Jongen Werkman     | lang      | vormings- en ontspanningscentrum: bouw en inrichting omgeving                                                            | Nationale Rooms-Katholieke commissie |
| Ommen                 | Kamp Eerde, barakken                                         | Centrale voor werklozenzorg                                     | lang      | verzorgen bossen landgoed                                                                                                | Centrale voor werklozenzorg          |
| Oostelbeers           | landgoed De Baast, barakken                                  | Nationale Rooms-Katholieke commissie                            | lang      | ontginning landgoed | Nationale Rooms-Katholieke commissie |
| Oosterhout            | Nationale Rooms-Katholieke commissie                         | Katholieke Jongeren Vereniging                                  | kort      | voorbereiding op driemaandelijkse dienstbodenopleiding                                                                   | Nationale Rooms-Katholieke commissie |
| Oosterhesselen        | De Klencke                                                   | Jeugdbond voor Onthouding                                       | kort      | | Federatie voor werkkampen            |
| Oostvoorne            | De Schaapskooy, barakken                                     | Centrale voor werklozenzorg                                     | lang      | behoud duinmeer | Centrale voor werklozenzorg          |
| Ossendrecht           | Volksabdij Onze-Lieve-Vrouw ter Duinen                       | Nationale Rooms-Katholieke commissie                            | lang      | bouwen van een huis egaliseren terrein                                                                                   | Nationale Rooms-Katholieke commissie |
| Oudemirdum            | Werkkamp Elfbergen, barakken                                 | Provinciaal comité voor werklozenzorg                           | lang      | verbetering afwatering, verbreding wegen                                                                                 | Centrale voor werklozenzorg          |
| Roden                 | Werkkamp Roden, barakken en paviljoen                        | Centrale voor werklozenzorg                                     | lang      | aanleg voetvalveld, ontginning heide, wegenaanleg, zwembad met strand                                                    | Centrale voor werklozenzorg          |
| Rumpen                | "Ons Werkkamp", houten noodwoningen                          | Nationale Rooms-Katholieke commissie Kruisvaarders van Sint-Jan | lang      | project Ouverberg: riolering, demping moeras, afbouw voetbalveld project Hokkelenberg: speeltuigen, aanleg paviljoentjes | Nationale Rooms-Katholieke commissie |
| Rumpen                | Ouverberg, houten noodwoningen                               | Centrale voor werklozenzorg                                     | lang      | demping moeras | Centrale voor werklozenzorg          |
| Schaarsbergen         | landgoed De Kemperberg                                       | RK-bond De Jonge Werkman                                        | lang      | boswerkzaamheden | Nationale Rooms-Katholieke commissie |
| Seppe                 | rusthuis De Wildert, tentenkamp                              | Provinciale comité's voor werklozenzorg                         | lang      | aanleg zwembad, openluchttheater en wandelwegen                                                                          | Centrale voor werklozenzorg          |
| Soesterberg           |                                                              | Vrijzinnig Christelijke Jeugd Centrale                          | kort      | | Centrale voor werklozenzorg          |
| Venlo                 | jeugdhuis In ’t Groenewold                                   | RK Werkliedenverbond RK bond De Jonge Werkman                   | kort      | sociale retraite: arbeid en ontspanning                                                                                  | Nationale Rooms-Katholieke commissie |
| Vierhouten            | De Paaschheuvel                                              | Arbeiders Jeugd Centrale                                        | kort/lang | bouw en exploitatie boerderij openluchttheater                                                                           | Moderne Centrale                     |
| Vierhouten            | De Vosseberg                                                 | NVV Landarbeidersbond NVV Bouwarbeidersbond                     | lang      | bouw conversatiezaal landbouwcursussen                                                                                   | Moderne Centrale                     |
| Wassenaar             | Huize drie koningen                                          | Nationale Rooms-Katholieke commissie                            | lang      | dienstbodenopleiding 3 maanden                                                                                           | Nationale Rooms-Katholieke commissie |
| Weerselo              | Stiftsgebouw                                                 | comité Vrouwen-crisiszorg Twente                                | kort      | NH-kerk inrichten als rustoord voor vrouwen van werklozen en werkloze meisjes                                            | Centrale voor werklozenzorg          |
| Vlissingen            | Fort de Ruyter                                               | Amsterdamse burgerwacht                                         | kort      | restaureren fort | Federatie voor werkkampen            |
| Zeist                 | kampeerplaats Het Ruige Veld bij conferentiehuis Woudschoten | Nederlandse Christen Studenten Vereniging en CNV                | kort      | werk- en leerkamp | Centrale voor werklozenzorg          |